# Giacomo Lanzetti
Giacomo Lanzetti (ur. 21 kwietnia 1942 w Carmagnola) – włoski duchowny katolicki, biskup pomocniczy turyński w latach 2002−2006, biskup ordynariusz Alghero-Bosa w latach 2006−2010, a następnie ordynariusz Alby w latach 2010−2015.

## Życiorys
Święcenia kapłańskie otrzymał 26 czerwca 1966 z rąk Michele Pellegrino. Inkardynowany do archidiecezji turyńskiej, pracował przede wszystkim jako proboszcz miejscowej parafii św. Benedykta. Był także m.in. diecezjalnym asystentem Akcji Katolickiej (1994-2000), wikariuszem biskupim dla miasta Turynu (2000-2001) oraz wikariuszem generalnym archidiecezji (2001-2002).

### Episkopat
21 czerwca 2002 papież Jan Paweł II mianował go biskupem pomocniczym archidiecezji turyńskiej, ze stolicą tytularną Mariana in Corsica. Sakry biskupiej udzielił mu 20 lipca 2002 ówczesny arcybiskup Turynu - kard. Severino Poletto.
29 września 2006 został biskupem ordynariuszem diecezji Alghero-Bosa.
28 czerwca 2010 mianowany ordynariuszem diecezji Alba, zaś w lipcu 2015 roku złożył ze względów zdrowotnych rezygnację z pełnienia obowiązków biskupa tejże diecezji, przyjętą 24 września tegoż roku przez papieża Franciszka.